# Pirkko Mannola
Pirkko Martta Irmeli Mannola, född 27 december 1938 i Sääksmäki i Tavastland, är en finländsk skådespelerska, sångerska och Finlands presidentmoder. 
Mannola utnämndes till Miss Finland år 1958, vilket blev starten för hennes karriär som schlagersångerska i Finland och Västtyskland, under namnet Pirko Manola. Hon fick även roller i flera finländska filmer och i flera teateruppsättningar både i Finland och Sverige. Mannola var med i de två första säsongerna av TV-serien Varuhuset där hon spelade rollen som Harriet Forss, syster till varuhuschefen Karin.
Mannola var gift med skådespelaren och filmregissören Åke Lindman från 1968 till hans död 2009. Sedan 2016 är hon sambo med Göran Stubb, far till republiken Finlands president Alexander Stubb. I och med att Stubbs biologiska mamma har avlidit tituleras Mannola även presidentmoder. 

## Filmroller
- Nina och Erik (1960)
- Flickan och hatten (1961)
- Miljondollarhjärnan (1967)
- Klippet (1982)
- Den förtrollade vägen (1986)
- Varuhuset (1987) (TV-serie)
- Tjurens år (1989)

## Teater

### Roller (ej komplett)
| År   | Roll        | Produktion                                                      | Regi           | Teater       |
| ---- | ----------- | --------------------------------------------------------------- | -------------- | ------------ |
| 1970 | Marion      | En flicka på gaffeln (There's a Girl in My Soup) Terence Frisby | Bengt Blomgren | Riksteatern  |
| 1971 | Jill Tanner | Fri som fjärilen (Butterflies Are Free) Leonard Gershe          | Jan Malmsjö    | Scalateatern |